# Räpina församling
Räpina församling (estniska: Räpina kogudus) är en församling som tillhör Võru kontrakt inom den Estniska evangelisk-lutherska kyrkan. Församlingen omfattar kommunerna Räpina och Värska, större delen av kommunerna Mikitamäe och Veriora samt en mindre del av Mooste kommun (byn Kanassaare) i landskapet Põlvamaa.

## Större orter
- Räpina (stad)
- Veriora (småköping)
- Võõpsu (småköping)
- Värska (småköping)